# Oedicentra gerydaria
Oedicentra gerydaria là một loài bướm đêm trong họ Geometridae.